# Aureli (metge)
Aureli (en llatí Aurelius) va ser un metge romà que va viure al segle ii (o potser una mica abans). Galè cita una de les seves receptes.